# Francisco de Zurbarán
Francisco de Zurbarán (n. 7 noiembrie 1598, Fuente de Cantos, Extremadura, Spania – d. 27 august 1664, Madrid, Madrid⁠(d), Spania) a fost un pictor spaniol, din perioada "secolului de aur spaniol", remarcabil pentru operele sale cu teme religioase, în care arta sa demonstrează o mare forță vizuală și un profund misticism. Datorită stilului său auster și sumbru, precum și folosirii tehnicei de "clarobscur", a fost denumit "Caravaggio al Spaniei". Cu timpul stilul său evoluează, compozițiile se clarifică în tonuri mai acide, pentru a se apropia de maeștrii italieni ai manierismului târziu.

## Biografie
Francisco de Zurbarán s-a născut pe 6 noiembrie 1598 la Fuente de Cantos, în Extremadura. Tatăl - Luis de Zurbarán - era un negustor bogat dintr-o familie aristocratică din Țara Bascilor, iar mama - Isabel Márquez - era originară din Estremadura. În ianuarie 1614, Francisco pleacă la Sevilla, unde este trimis să învețe pictura în atelierul lui Pedro Diaz de Villanueva.
La începutul secolului al XVII-lea, Sevilla este cel mai important oraș din Spania. În ultimele decenii, bunăstarea a atras aici numeroși artiști din întreaga Europă. În peisajul artistic un rol de frunte îl joacă manierismul târziu, al cărui reprezentant strălucit este Francisco Pacheco (1564-1654), maestrul lui Velázquez, dar și realismul tenebros, în care excelează remarcabilul "caravaggist" spaniol, Francisco Ribalta (1565-1628). Cei trei ani pe care îi petrece în capitala Andaluziei vor fi decisivi pentru viitorul lui Zurbarán, mai ales că aici are ocazia să-l cunoască pe Velázquez, cu care va rămâne prieten toată viața.
Francisco își încheie ucenicia în anul 1617. Părăsește Sevilla și se întoarce în Estremadura, unde se stabilește la Llerena. În vara anului 1617 se căsătorește cu Maria Paez Jimenez, cu care are trei copii. Maria Paez decedează prematur șase ani mai târziu (în 1623). Doi ani mai târziu, pictorul se recăsătorește cu Beatriz de Morales, o văduvă cu șapte ani mai în vârstă decât el. Din această căsătorie se vor naște șase copii, dar nu va supraviețui decât una dintre fiice. Nu se știe prea multe despre activitatea artistică a lui Zurbarán din acești ani; există câteva dovezi despre comenzi primite din partea unor grupări religioase, însă tablourile nu s-au păstrat.
Luna ianuarie a anului 1626 marchează adevăratul început al carierei artistului, atunci când mănăstirea călugărilor "dominicani" San Pablo el Real din Sevilla îi încredințează realizarea unui ciclu de douăzeci și unu de pânze. Aceste tablouri stârnesc admirația unanimă și, în scurtă vreme, Zurbaran va primi multe comenzi. Cu ocazia canonizării lui Pedro Nolasco, întemeietorul ordinului "mercedarienilor desculți", în luna august 1628, mănăstirea din Sevilla a acestui ordin îi comandă douăzeci și două de tablouri.

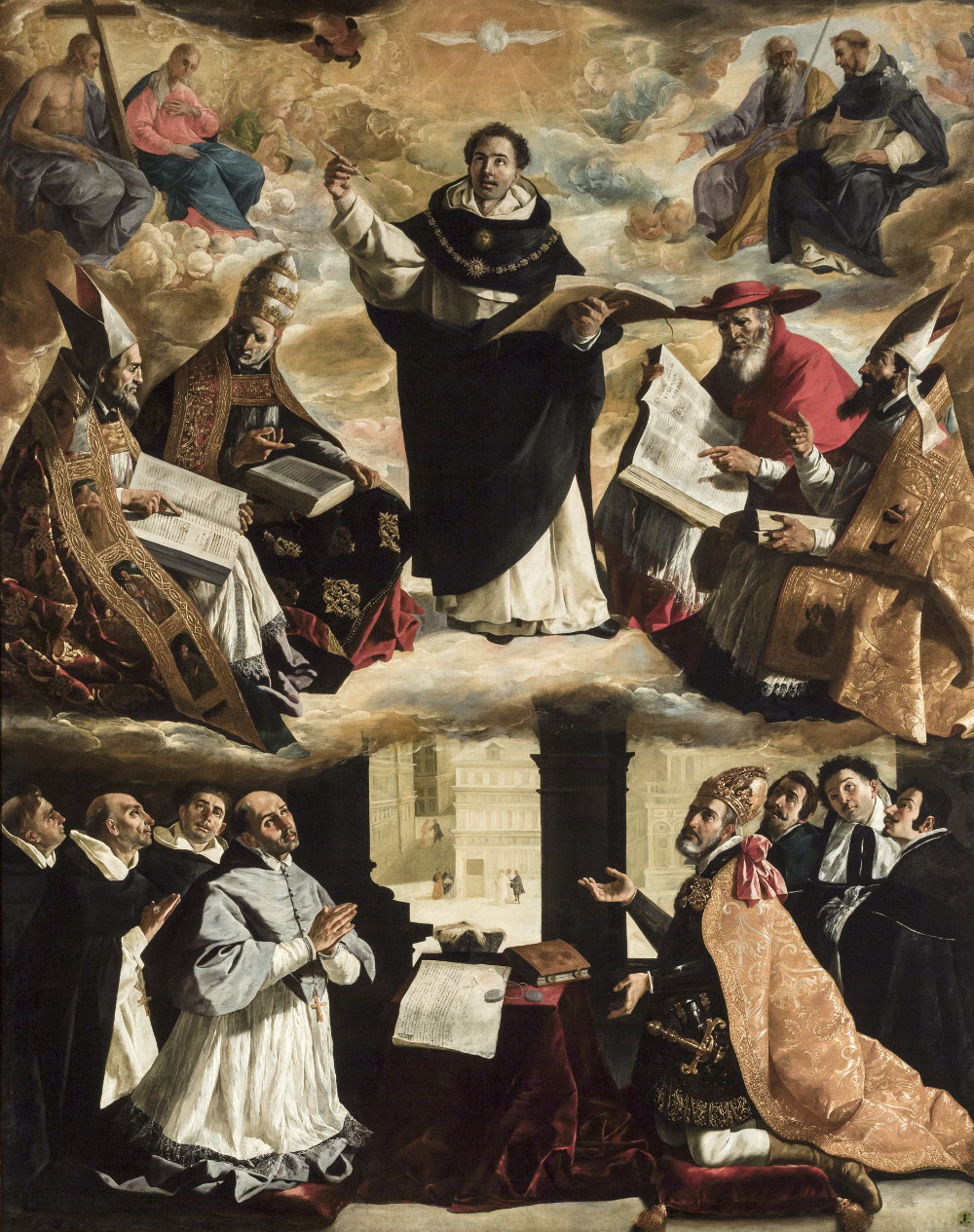
Apoteoza Sfântului Toma d'Aquino, 1631 - Museo Provincial de Bellas Artes, Sevilla

Artistul încă mai lucra la ele când a acceptat să execute pentru biserica franciscanilor de San Buenaventura alte patru tablouri dintr-un ciclu de opt.
În anul 1629 Zurbarán se mută în capitala Andaluziei, un an mai târziu consiliul orașului îi acordă titlul de pictor al orașului Sevilla. Vreme de cincisprezece ani lucrează aici neîntrerupt. În anul 1630 pictează pentru ordinul iezuit din Sevilla tabloul "Viziunea Binecuvântatului Alfonso Rodriguez", și, un an mai târziu, monumentala "Apoteoză a Sfântului Toma d'Aquino", destinată altarului din colegiul călugărilor dominicani Santo Tomás.
Faima de care se bucură artistul ajunge la curtea regală din Madrid. Este invitat în capitala Spaniei pentru a participa la decorarea Marelui Salon al palatului Buen Retiro. Timpul petrecut la Madrid îi oferă ocazia de a-l reîntâlni pe Velázquez și de a cunoaște bogata colecție regală de pictură. În anul 1634 primește din partea regelui Filip al IV-lea titlul de "pictor al curții". Se va întoarce totuși la Sevilla, unde va realiza pentru biserica mănăstirii San José două tablouri, dintre care unul îl reprezintă pe Sfântul Laurențiu (1636). Doi ani mai târziu a trimis pentru prima oară tablouri în "India de Vest", cum erau numite coloniile spaniole din America. Cu timpul, producția pentru piața oferită de coloniile americane capătă o importanță tot mai mare. Între 1638 și 1640 realizează două mari cicluri de tablouri la comanda unor mănăstiri: primul pentru călugării cartuzieni de la Jerez de la Frontera, o localitate situată în sudul Andaluziei, cel de-al doilea pentru ordinul călugărilor "ieronimiți" din Guadalupe, în Etsremadura.
Începând cu anul 1639, după moartea celei de a doua soții, urmează o perioadă despre care nu avem prea multe informații. Știm că Zurbarán trimite mai multe tablouri la Lima, Mexic și Buenos Aires, probabil din cauza numărului insuficient de comenzi pe care le primea la Sevilla. În anul 1644, se căsătorește, din nou cu o văduvă, Leonor de Tordera, în vârstă de 28 de ani. Vor avea împreună șase copii care, din păcate, vor muri la vârste fragede.
În anul 1649, o cumplită epidemie de ciumă decimează populația Andaluziei și nu cruță nici familia lui Francisco. Moare Juan, cel mai mare fiu al pictorului, care lucra împreună cu tatăl său. În jurul anului 1658, pictorul se stabilește la Madrid, unde va rămâne până la sfârșitul vieții. În această perioadă pictează numai tablouri de dimensiuni reduse, destinate familiilor aristocrate. Călugării franciscani de la Alcala de Henares, o localitate din apropierea Madridului, îi încredințează comanda realizării unui ciclu de tablouri pentru decorarea mănăstirii.
Încetează să mai picteze abia în anul 1663. Pe 27 august 1664, Francisco de Zurbarán moare la Madrid.

## Opera
Mai mult de jumătate din lucrările lui Zurbarán reprezintă tablouri realizate la comanda mănăstirilor. Astăzi însă, istoricii de artă nu mai sunt de acord cu vechile afirmații după care opera ar fi una de inspirație exclusiv religioasă, deși, în secolul al XVII-lea, mănăstirile spaniole erau cei mai importanți clienți ai artiștilor. În afara temelor sacrale, tratate în manieră profund mistică, maestrul spaniol pictează tablouri cu accente realiste, cum at fi celebra serie de portrete de sfinte (Sfânta Margarete a Antiohiei, 1635-1640; Sfânta Apolonia, 1636; Sfânta Elisabeta a Portugaliei, 1640; Sfânta Dorotea, 1640-1650).
Prima perioadă de creație a lui Zurbarán, care ne este cunoscută, stă sub semnul "manierei tenebroase", întâlnit la Caravaggio. Lumina puternică scoate în relief formele pe un fundal întunecat, vopseaua densă, dispusă în straturi groase, creează senzația unor contururi aspre, iar culorile sunt așternute în pete mari, în clarobscururi puternic contrastante, personajele sunt prezentate în manieră sculpturală. În factura tablourilor sale este vizibilă, în egală măsură, influența picturii religioase gotice târzii, bogat reprezentată în colecțiile particulare din Sevilla.
După prima perioada petrecută la Madrid, respectiv după anul 1634, Zurbarán modelează formele în straturi de vopsea mai subțiri, în timp ce trăsăturile de penel devin mult mai delicate, grație dispunerii gradate a culorilor, trecerile cromatice de la un registru la altul sunt mai puțin brutale. Din manierismul târziu preia aversiunea față de perspectiva cu un singur punct în care converg liniile. 

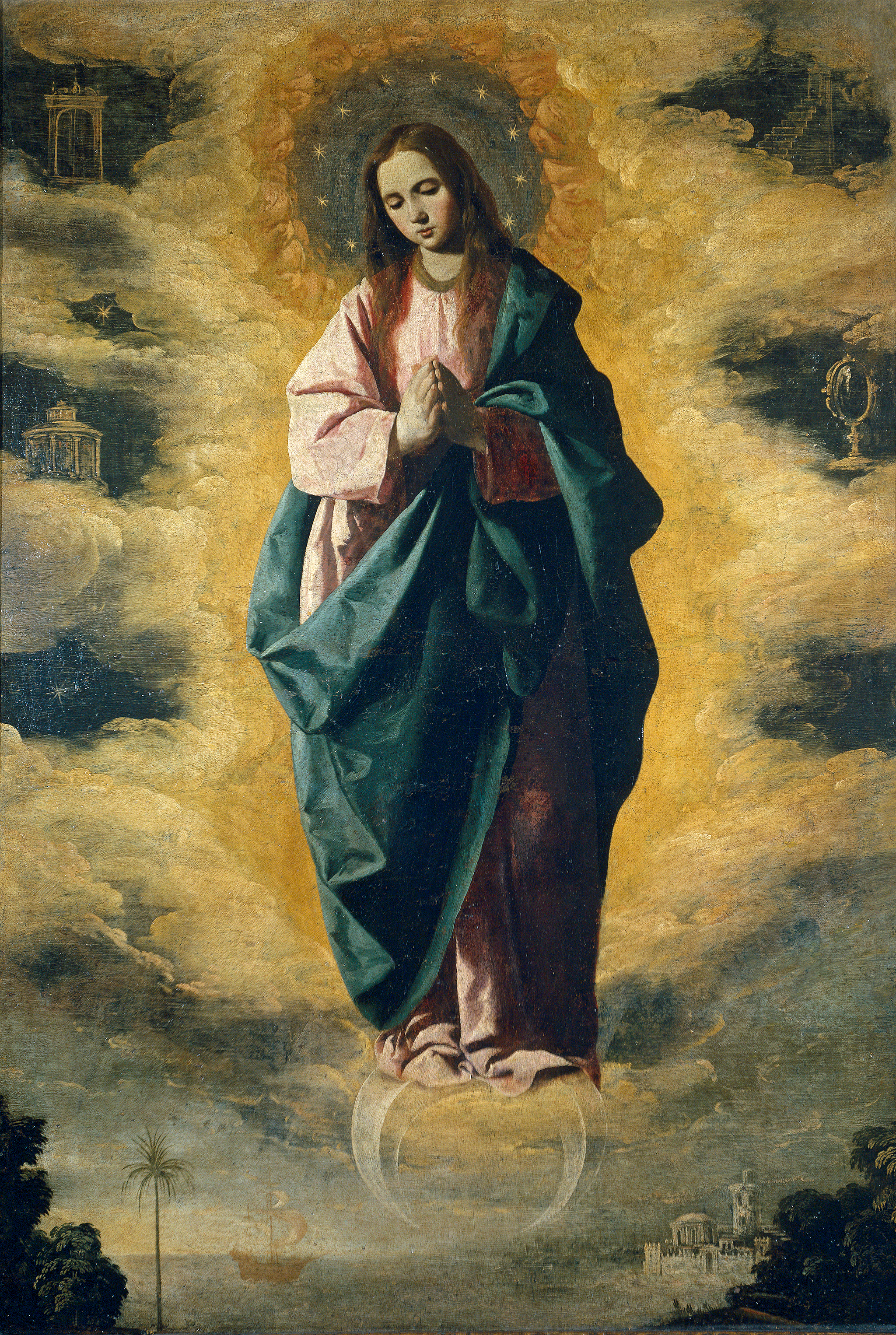
Imaculata Concepţie, 1630-35
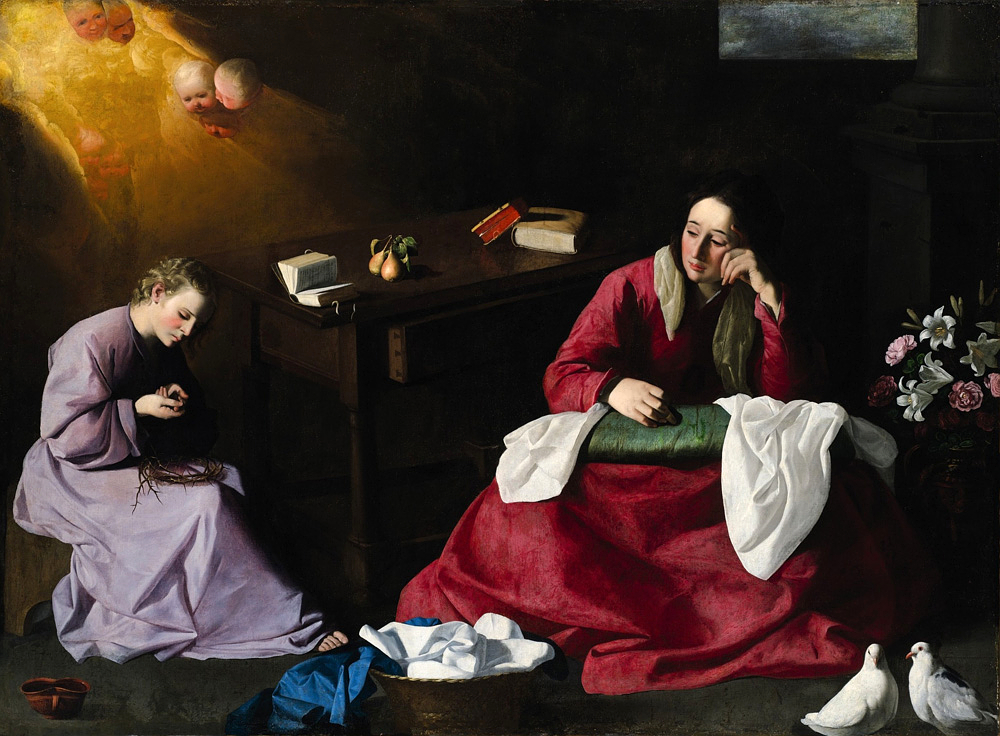
Cristos cu Fecioara Maria în Nazaret, 1630-40
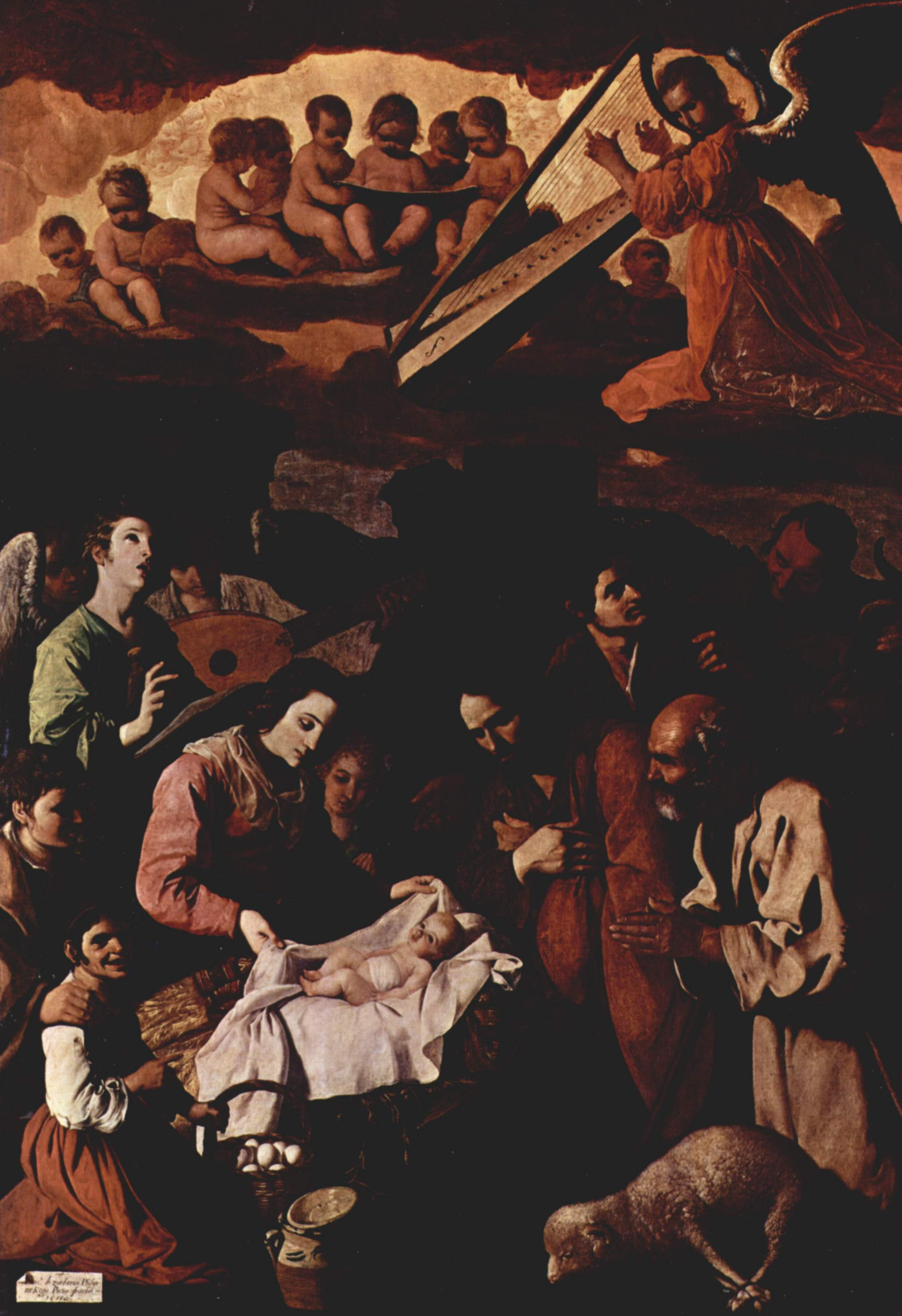
Închinarea păstorilor, 1638
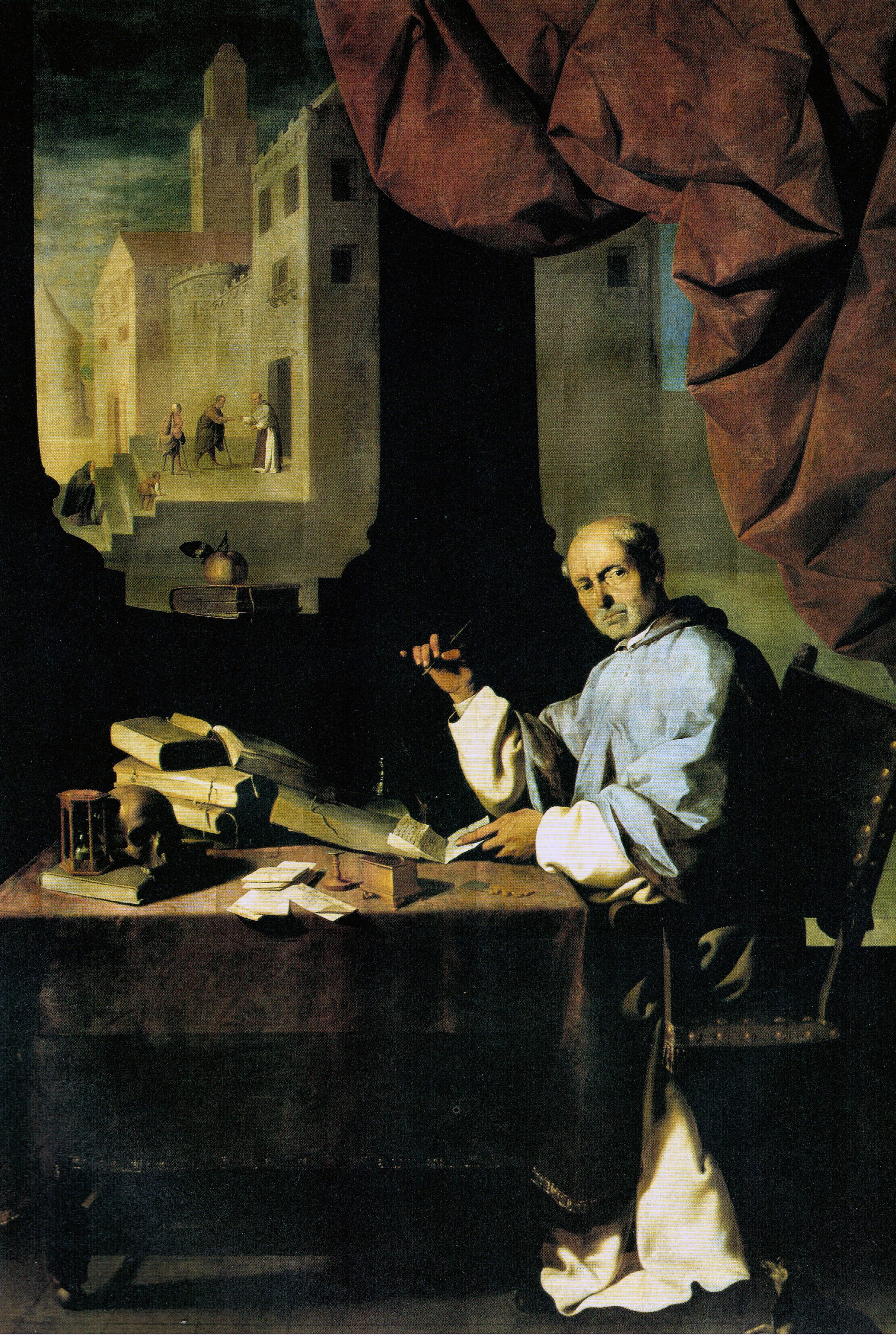
Brat Gonzalo de Illescas scriind, 1639

Zurbarán a pictat multe tablouri reprezentând pe Fecioara Maria. "Imaculata Concepție" era la Sevilla o temă preferată, întrucât era în plină dezbatere ceea ce avea să devină mai târziu o dogmă: Maria a fost concepută fără tara "păcatului originar" sau a fost purificată de acest păcat când se găsea încă în pântecele mamei sale? Opera lui Zurbarán ilustrează această dezbatere, tabloul este pictat în tehnica''sfumato'' și, grație trecerilor discrete între nuanțele culorilor, se poate admira delicatul clarobscur al întregii compoziții. Tabloul "Închinarea păstorilor" (1638, în prezent în Musée de Peinture et dela Sculpture din Grenoble) face parte dintr-un ciclu destinat decorării bisericii "cartusiene" Nuestra Senora de la Defension din localitatea Jerez de la Frontera. Din păcate, în prezent ele se găsesc împrăștiate prin muzeele din New York, Cadiz și Grenoble. Ciclul de douăzeci de tablouri de la mănăstirea călugărilor "ieronimiți" din Guadalupe se numără printre cele mai mari ansambluri decorative ale lui Zurbarán. Nu numai că s-au păstrat în întregime toate pânzele, dar ele au rămas în același loc. Prin urmare, ele pot fi admirate în același interior și context arhitectural pentru care au fost create. Scenele din sacristie îi prezintă pe frații ieronimiți. Printre ei se află și Fra Gonzalo de Illescas, episcop de Cordoba, unul dintre cei mai străluciți învățați spanioli ai secolului al XV-lea.

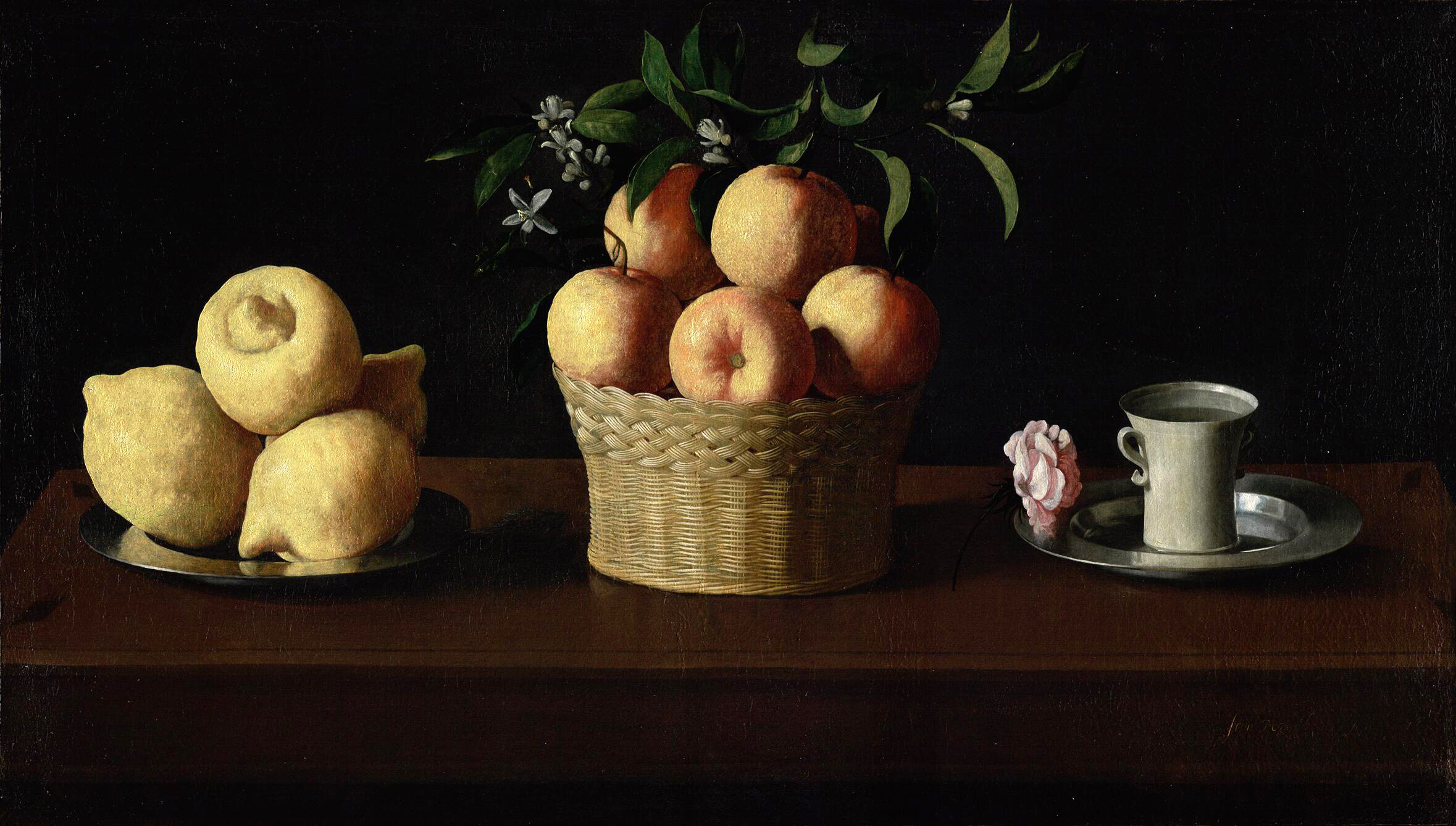
Lămâi, coş cu portocale şi o cupă cu un trandafir, 1633
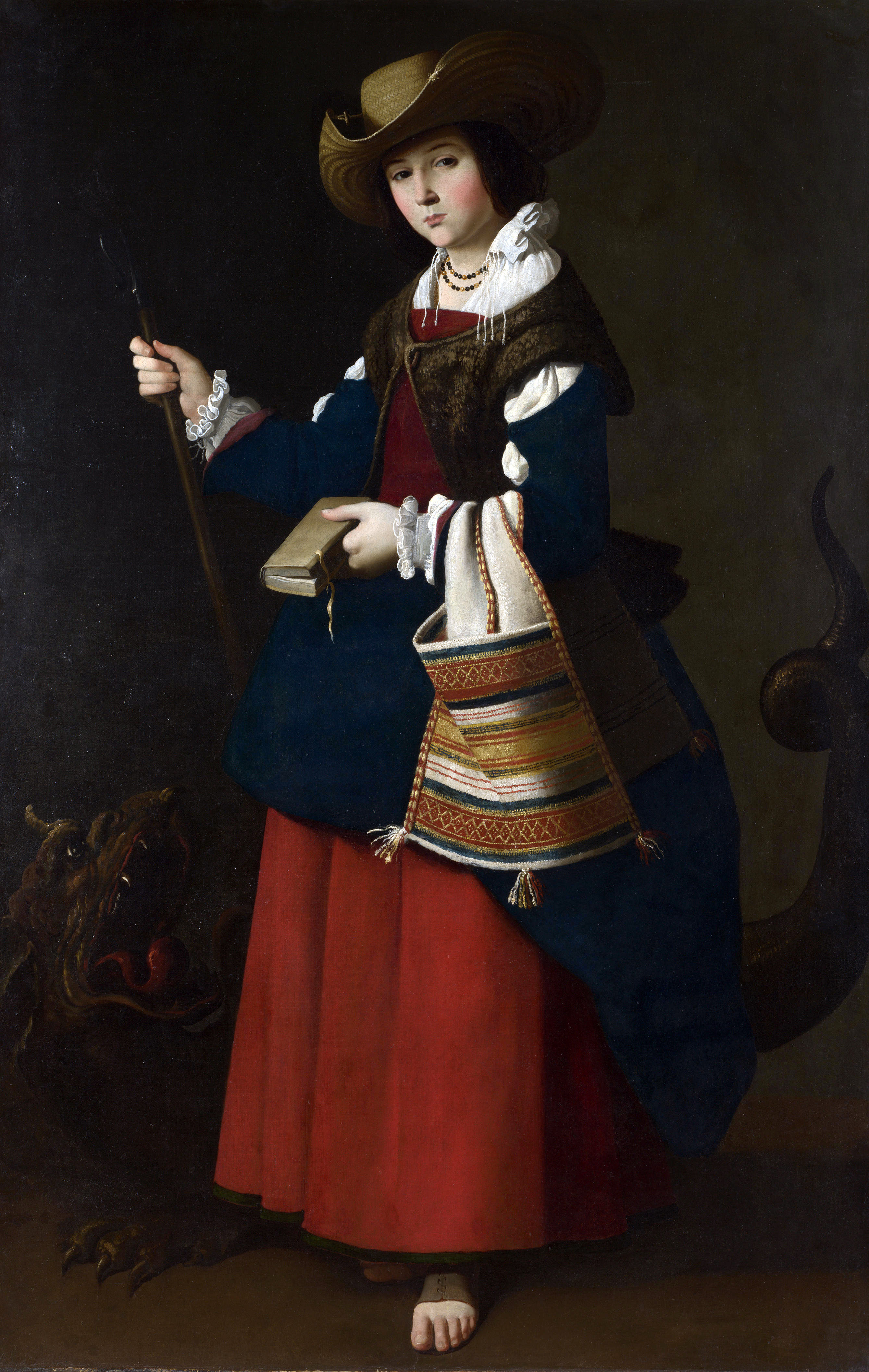
Sfânta Margareta a Antiohiei, 1635-40
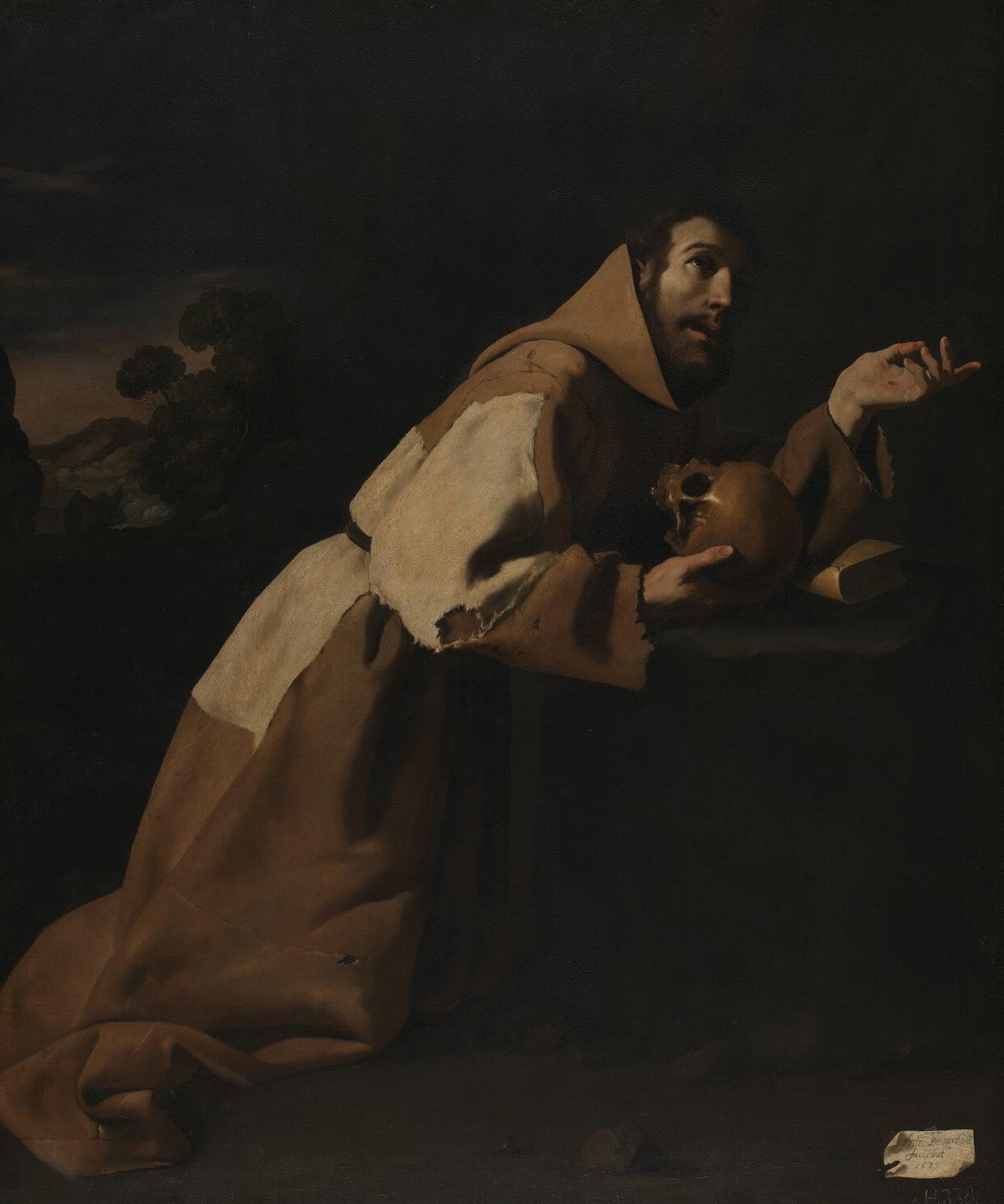
Sfântul Francisc îngenuchiat, 1639
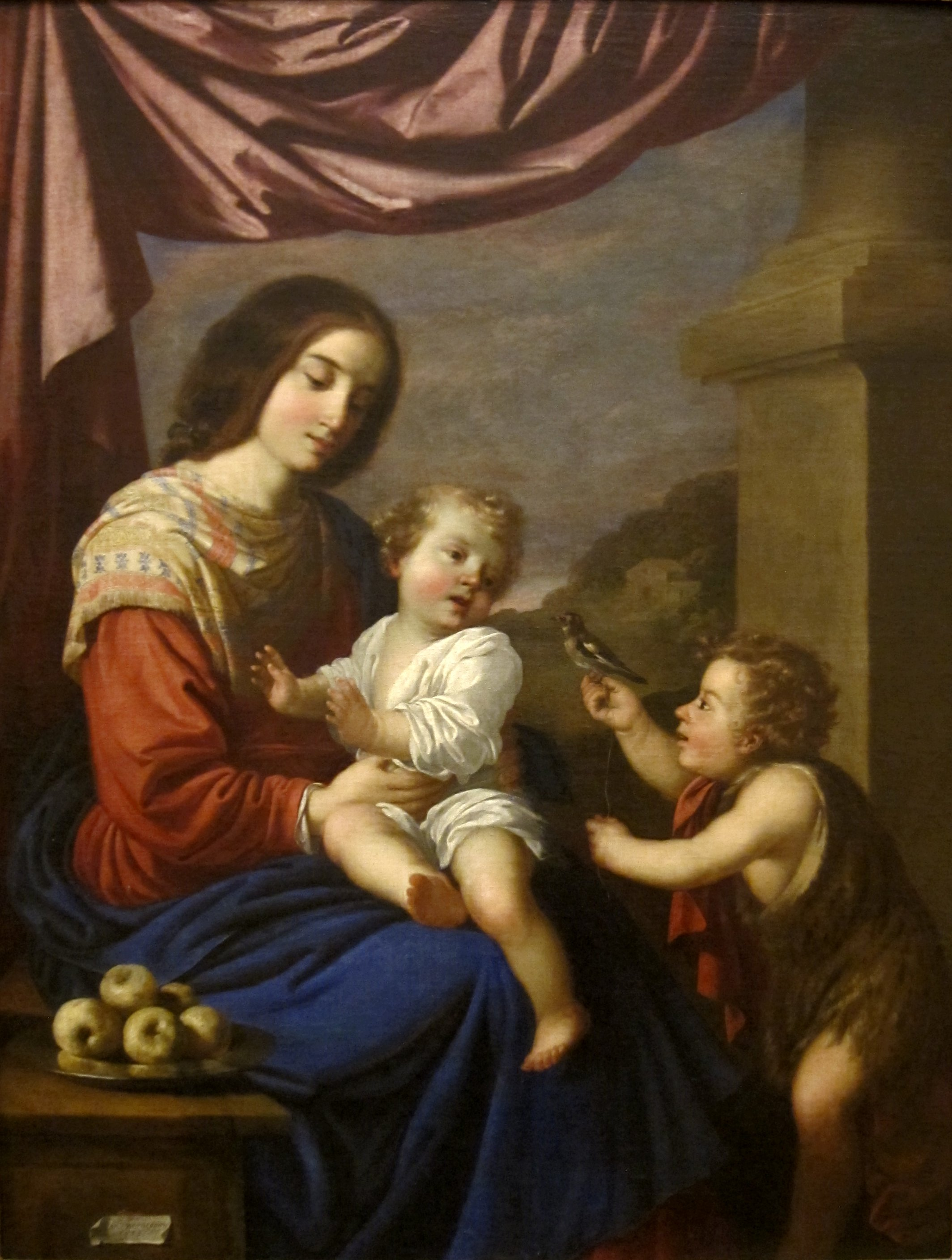
Madonna cu Pruncul Iisus, 1658

Termenul de las bodegones, desenează în pictura spaniolă tablouri care reprezintă scene cu un subiect anumit sau natură moartă. Singura "natură moartă" semnată și datată de Zurbarán este tabloul care se găsește acum la Norton Simon Foundation (Pasadena), în care se văd patru lămâi pe o farfurie, patru portocale cu frunze și flori, o cupă pe o farfurie metalică alături de un trandafir. Alte tablouri reprezintă vase de metal sau de lut ars, dispuse totdeauna în același plan, aranjate ca obiectele de cult liturgice pe altar. Indiferent de caracterul lucrurilor înfățișate (obiecte, animale, fructe sau flori), schema prezentării este întotdeauna aceeași: dispunerea obiectelor în șir, iluminarea frontală, fundalul întunecat, ceea ce degajă o profundă impresie de simplitate și reușește să insufle viață lucrurilor neînsuflețite.
"Sfintele" pictate de Zurbarán (de ex.: "Sfânta Margareta a Antiohiei") sunt îmbrăcate cochet ca niște doamne din lumea bună. "Sunt fără îndoială creaturile cele mai voluptuose și mai romantice pe care ni le putem închipui" (comentariul aparține poetului francez Théophile Gautier despre sfintele pictorului spaniol). Pe artist nu-l interesează credibilitatea spirituală, ci se lasă pradă pasiunii de a picta frumusețea materialelor: țesături, draperii, broderii. Veșmintele devin personaje principale ale tablourilor.
"Sfântul Francisc îngenunchiat" abordează tema sfântului Francisc de Assisi adâncit în rugăciune. Caracterul realist al prezentării nu exclude atmosfera ardorii religioase. Artistul evită expresivitatea exagerată și gesturile emfatice și îl face pe privitor să participe la clipa de meditație.
În tabloul "Madonna cu pruncul Isus" factura este oarecum volatilă, cu discrete trăsături de penel, ca în multe din ultimele opere ale lui Zurbarán. Bogăția culorilor și lumina delicată duce cu gândul la pictura venețiană. Este un tablou religios, dar cu un alt caracter decât severele pânze pictate pentru mănăstiri.

## Moștenirea artistică
După moartea lui Zurbarán, opera artistului este în parte dată uitării. Revine în atenția iubitorilor de artă abia după mulți ani și în două etape. Mai întâi, pe la jumătatea secolului al XIX-lea, când la muzeul Louvre din Paris a fost prezentată o bogată colecție de pictiră spaniolă, aparținând regelui Franței, Louis-Philippe. Din această colecție făceau parte și șaizeci de tablouri ale lui Zurbarán. Arta maestrului spaniol este admirată de Eugène Delacroix, Gustave Courbet, Honoré Daumier și Édouard Manet. Cel de-al doilea triumf postum are loc la începutul secolului al XX-lea. Cubiștii văd în Zurbarán un precursor, fiind admirat în special de Juan Gris. Suprarealiștii sunt fascinați de naturile moarte ale lui Zurbarán.